# Patrice Garande
Patrice Garande (Oullins, 27 november 1960) is een Frans voormalig voetballer. In 2021 werd hij hoofdcoach van Dijon FCO.

## Spelerscarrière
Garande speelde in de jeugd van het team uit zijn geboortestad, Cascol Oullins. Na even bij JS Irigny te hebben gespeeld keerde Garande in 1973 weer terug bij de jeugd van Cascol. Vóór zijn profdebuut kwam Garande ten slotte ook nog uit voor de jeugdelftallen van AS Saint-Étienne. Zijn profdebuut maakte hij in 1979 in Zwitserland bij CS Chênois. Hij maakte een jaar later weer de overstap na Frankrijk toen US Orléans hem contracteerde. Daarna speelde hij vijf jaar bij AJ Auxerre, voordat hij in 1986 bij FC Nantes aansloot. Na een jaar bij Nantes vertrok Garande naar Saint-Étienne (waar hij in de jeugd speelde). In 1989 werd hij gecontracteerd door RC Lens en in 1990 vertrok Garande alweer naar Montpellier HSC. Na een seizoen verhuisde hij naar Le Havre AC. Op het eind van zijn carrière kwam Garande nog uit voor FC Sochaux, FC Bourges en opnieuw Orléans.

## Interlandcarrière
Als lid van het Frans olympisch voetbalelftal won hij in 1984 in Los Angeles een gouden medaille in het olympisch voetbaltoernooi. Hij speelde in de openingswedstrijd van het toernooi tegen Qatar, maar raakte in die wedstrijd geblesseerd. Pas in de finale tegen Brazilië was hij weer beschikbaar en speelde daarin tien minuten mee. Garande speelde één interland voor het reguliere Frans voetbalelftal in 1988.
| Interland van Patrice Garande voor Frankrijk | Interland van Patrice Garande voor Frankrijk | Interland van Patrice Garande voor Frankrijk | Interland van Patrice Garande voor Frankrijk | Interland van Patrice Garande voor Frankrijk | Interland van Patrice Garande voor Frankrijk |
| No.                                          | Datum                                        | Wedstrijd                                    | Uitslag                                      | Competitie                                   |                                              |
| Als speler bij AS Saint-Étienne              | Als speler bij AS Saint-Étienne              | Als speler bij AS Saint-Étienne              | Als speler bij AS Saint-Étienne              | Als speler bij AS Saint-Étienne              | Als speler bij AS Saint-Étienne              |
| -------------------------------------------- | -------------------------------------------- | -------------------------------------------- | -------------------------------------------- | -------------------------------------------- | -------------------------------------------- |
| 1.                                           | 27 april 1988                                | Noord-Ierland – Frankrijk                    | 0 − 0                                        | Vriendschappelijk                            |                                              |

## Trainerscarrière
Garande was van 1998 tot 2004 hoofdcoach van AS Cherbourg. Een jaar later, in 2005, werd hij assistent-coach bij SM Caen in de Ligue 2 tot 2012, toen hij er hoofdcoach werd. Met Caen promoveerde hij in het seizoen 2013/14 naar de Ligue 1. Garande bleef tot 2018 coach van Caen en al die jaren speelde de club in de Ligue 1. In 2020 werd hij coach bij Toulouse FC, dat net was gedegradeerd naar de Ligue 2. In 2021 vertrok hij naar Dijon FCO.

## Erelijst
Frankrijk
- Olympische Spelen 1984